# Voith Austria

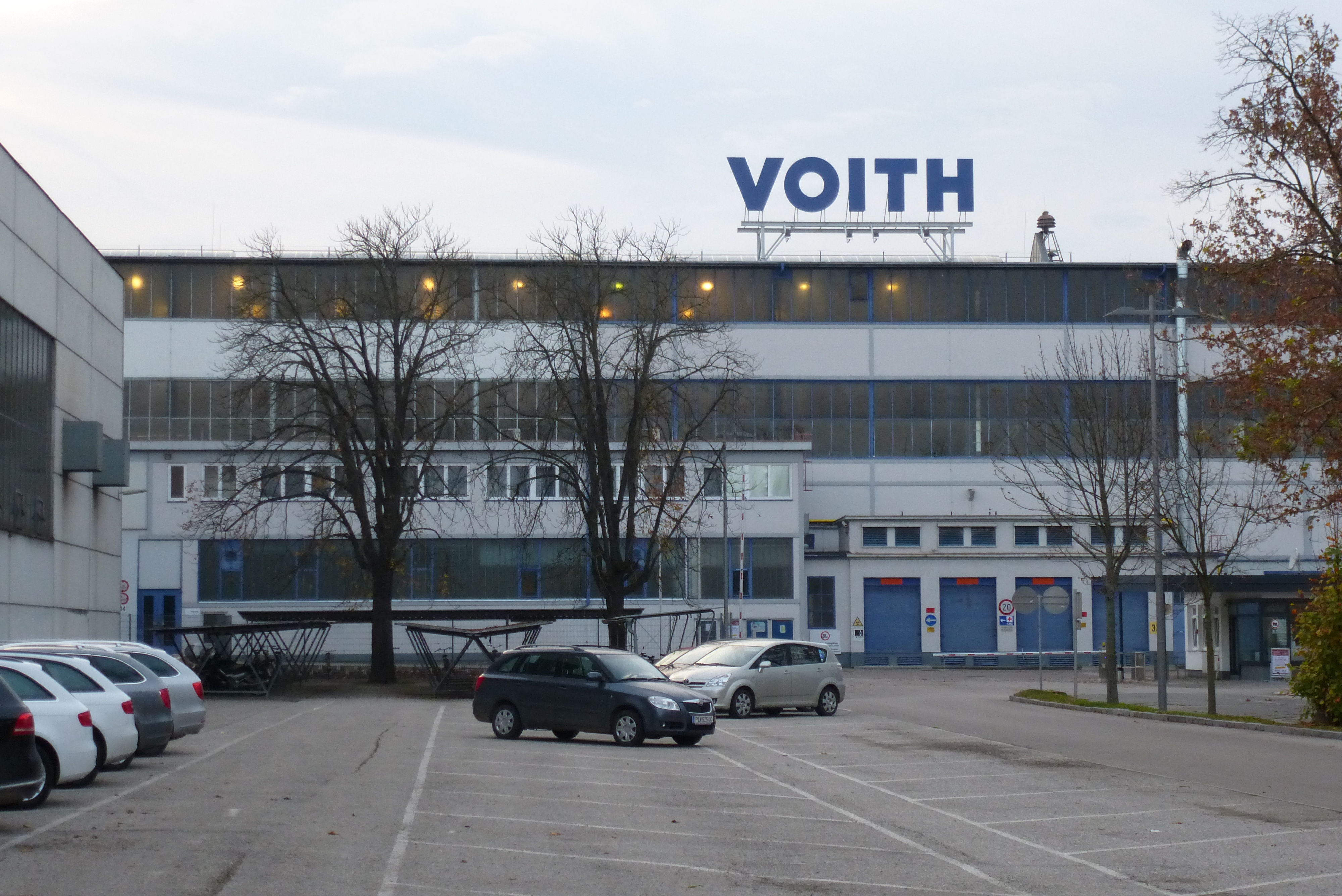
Haupteingang der Voith St. Pölten

Die Voith Austria GmbH ist ein im Maschinenbau tätiges österreichisches Unternehmen mit Firmensitz in St. Pölten. Es ist eine 100-prozentige Tochter des deutschen Konzerns Voith. Bis 2002 war das Unternehmen eine Aktiengesellschaft und bis 2005 eine Holding. Auf dem über 15 Hektar großen Werksgelände südwestlich der St. Pöltner Innenstadt werden seit 1904 Maschinen gefertigt. Zum Höhepunkt 1961 beschäftigte das Unternehmen 3000 Mitarbeiter. Heute produziert es Maschinen zur Papierherstellung, Teile für Schienenfahrzeuge und Wasserkraftwerke.

## Geschichte von 1903 bis in die Gegenwart

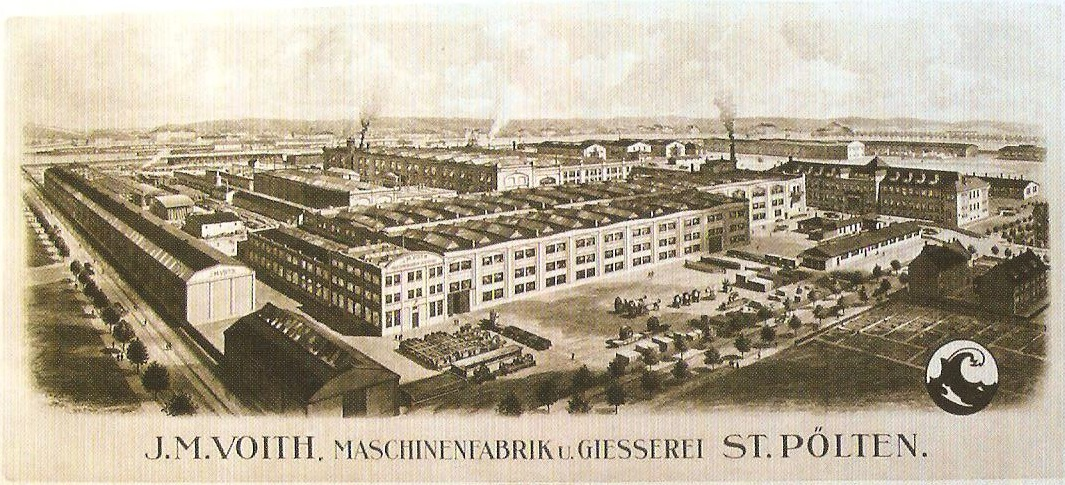
Die Maschinenfabrik J. M. Voith in St. Pölten um 1910

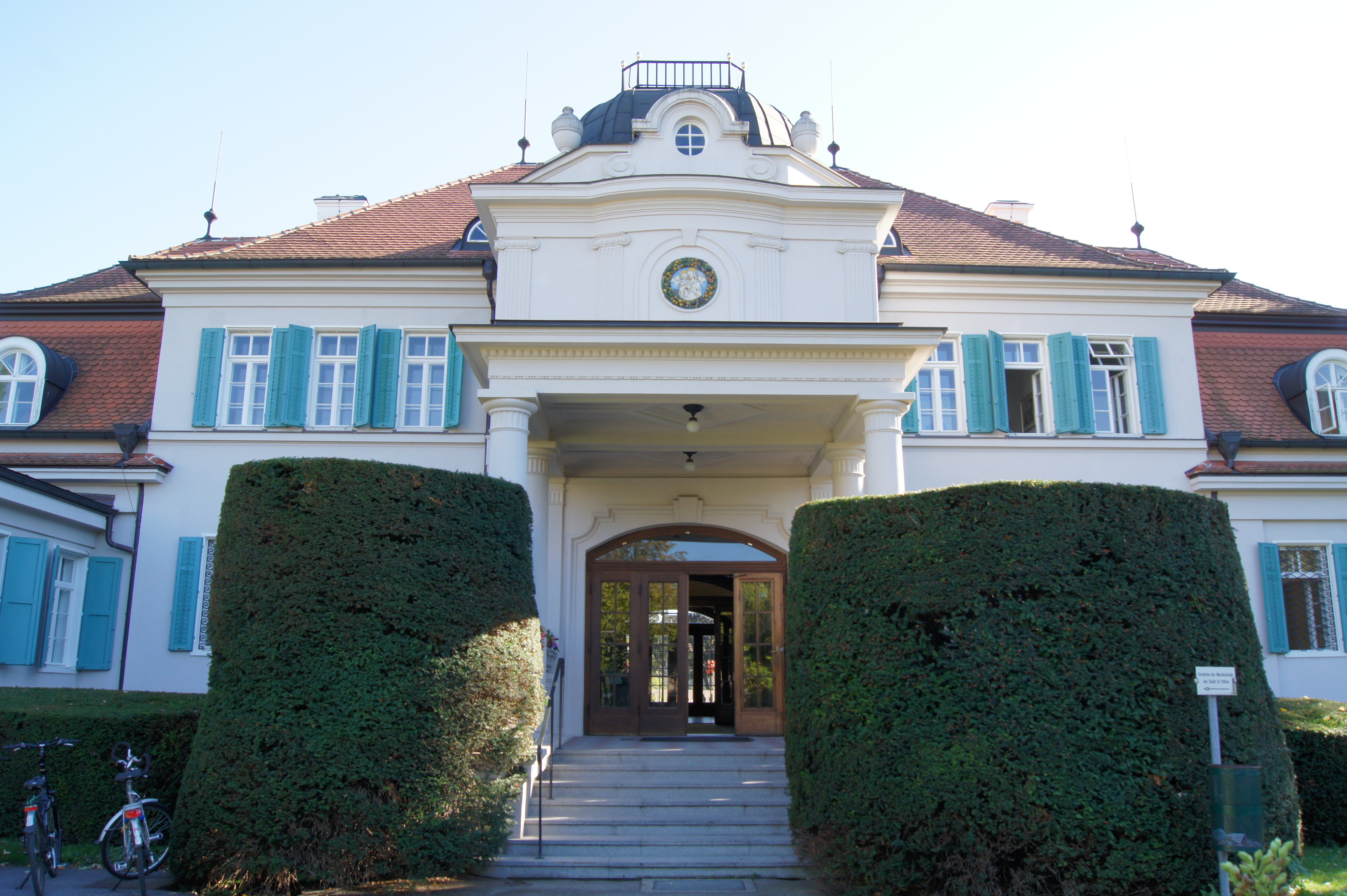
Die Voithvilla wurde von Walther Voith bewohnt und befindet sich seit 1960 im Besitz der Stadt St. Pölten (2011)

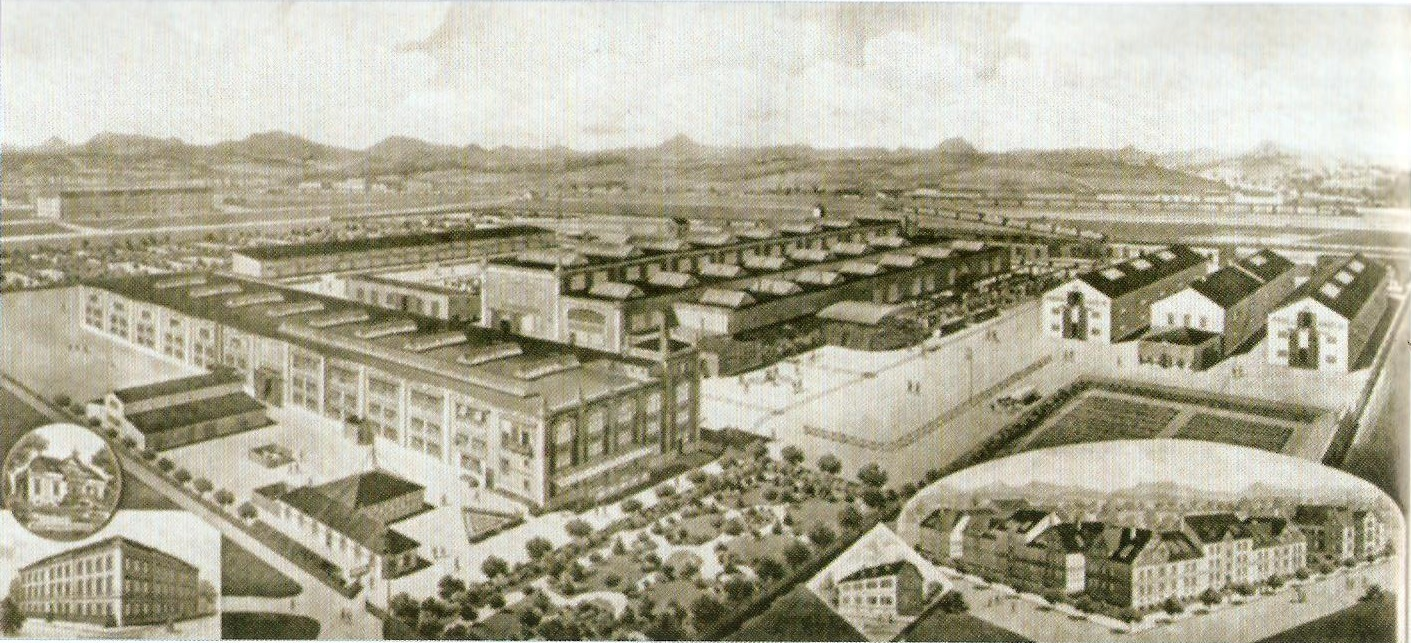
Die Maschinenfabrik J. M. Voith in St. Pölten um 1912

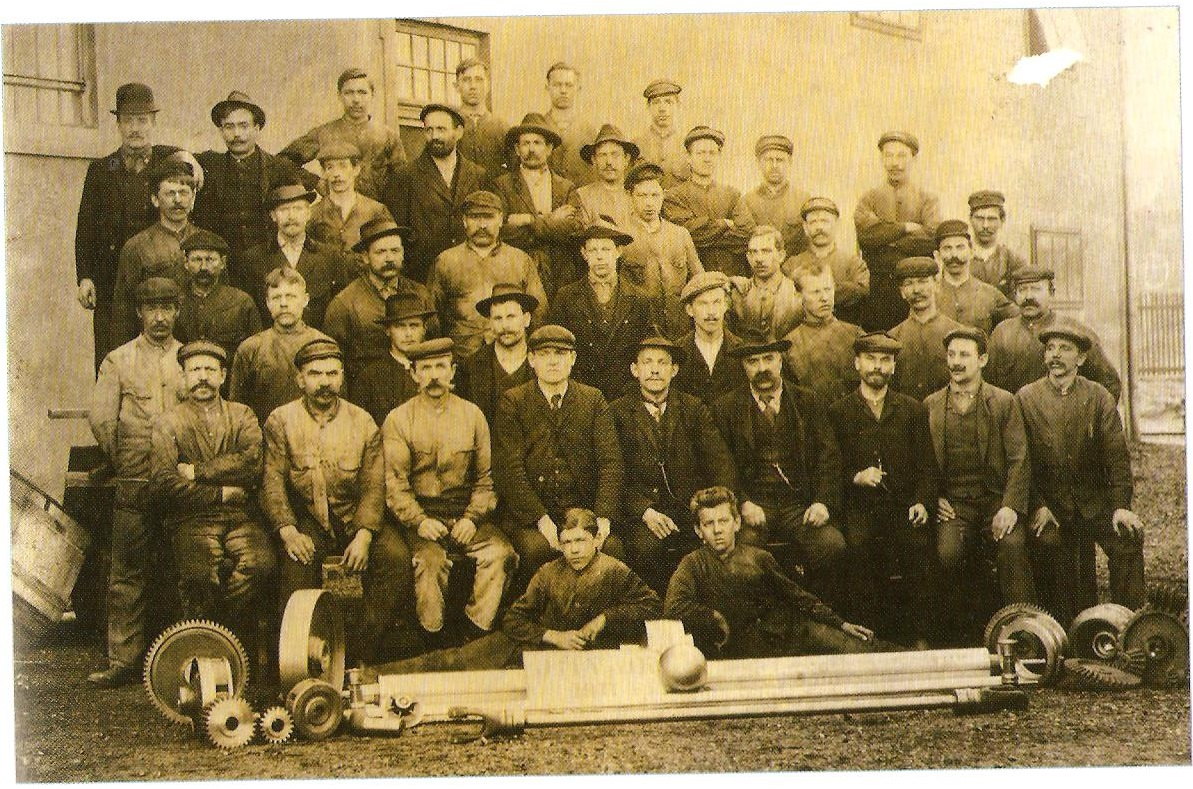
Voith-Arbeiter in St. Pölten um 1906

Der Grund für die Errichtung des ersten ausländischen Tochterwerks im österreichischen St. Pölten war eine drastische Erhöhung der Einfuhrzölle auf Eisen und Eisenwaren in die Länder der Habsburgermonarchie.
So wurde später von St. Pölten aus der österreichisch-ungarische, aber auch der russische Markt beliefert. 1906 erhielt man einen Großauftrag für Wasserturbinen, der vier Jahre später mit der Lieferung an das erste chinesische Wasserkraftwerk Shilongba shuidianzhan abgeschlossen werden konnte.
Die Firma V. J. Voith mit dem Stammhaus in Heidenheim an der Brenz blickte um 1900 bereits auf eine jahrzehntelange Tradition im Bau von Großmaschinen zurück, in St. Pölten sollten Wasserturbinen und Papiermaschinen produziert werden. Ihr Inhaber Friedrich Voith übertrug die Leitung der neuen Fabrik seinem Sohn Walther, dieser leitete das Tochterunternehmen von 1904 bis 1944 und starb 1947 im Alter von 73 Jahren. Das St. Pöltner Zweigwerk wurde am 1. März 1904 als Offene Handelsgesellschaft mit Friedrich und Walther Voith als Gesellschaftern gegründet.
Die Anlagen und Grundstücke wurden mit Geld aus dem Vermögen der Eheleute Friedrich und Helene Voith erworben und gehörten Friedrich Voith (Helene Voith stand eine Abfindung in der Höhe von 50 Prozent zu). Walthers Einlage betrug 100.000 Mark. Zur Unterbringung der Arbeiter baute man Wohnhäuser wie beispielsweise die 1911 fertiggestellten Bauvereinshäuser.
Am Ende des Geschäftsjahres 1912/13 betrug die Bilanzsumme der J. M. Voith in St. Pölten am 1. Juli 1913 4.350.471,72 Kronen (oder 3.783.018,80 Mark) und jene der J. M. Voith in Heidenheim rund 15,9 Millionen Mark.
Die Verbindlichkeiten aus Darlehen betrugen in St. Pölten 2.426.343,10 Mark und in Heidenheim rund 7,2 Millionen Mark.
Im Osten der Fabrik entstand eine Wohnkolonie, die Bauarbeiten konnten allerdings erst nach dem Ersten Weltkrieg in den 1920ern abgeschlossen werden. Die Kolonie bestand aus einfachen, villenartigen Wohngebäuden, die durch Gärten voneinander getrennt waren. Die Siedlung war zusätzlich noch einmal mit Gärten umgeben. Walther Voith selbst bezog die 1917 fertiggestellte Voithvilla.
1938 wurde die Maschinenfabrik Voith in die nationalsozialistische Wirtschaftsgruppe Gießerei-Industrie Berlin – Zweigstelle Südost eingegliedert.
Nach dem Ende des Zweiten Weltkriegs fiel sie als deutsches Eigentum unter die Verwaltung der russischen Besatzer und blieb bis zur Rückgabe an die österreichische Bundesregierung 1955 ein Betrieb des USIA-Konzerns. Unter sowjetischer Verwaltung wurden der Firma Voith die metallverarbeitenden Betriebe Martin Miller in Traismauer und Wiener Neustädter Flugzeugwerke in Ober-Grafendorf sowie der Möbelproduktionsbetrieb Karl Caspers in Schwadorf angegliedert. Nach der Übernahme durch die USIA wurde das Werk in den sowjetischen Fünfjahresplan einbezogen, weshalb demontierte 'Maschinen ersetzt wurden.
Der Standort koordinierte für den Konzern seit dem Ende des Zweiten Weltkriegs den Handel mit den kommunistischen Ländern Osteuropas und des Balkans.
1949 traten einige Fußballer mit dem Vorschlag an die Generaldirektion heran, einen Betriebssportverein zu gründen. Die Spiele des BSV Voith wurden am 1951 eröffneten und noch heute bespielten Voithplatz ausgetragen, wofür die Firma Voith den Grund zur Verfügung stellte.
Der BSV Voith stieg nach einigen Titeln bis in die zweithöchste österreichische Spielklasse auf, wo man in der Saison 1960/61 Vizemeister wurde. 1973 fusionierte der BSV Voith mit einem weiteren St. Pöltner Verein zum VSE St. Pölten (Voith-Schwarze Elf St. Pölten), der später einige Jahre in der höchsten Liga spielte und 1998 den Spielbetrieb einstellte.
Am 1. Dezember 1958 wurde das Unternehmen unter maßgeblicher Beteiligung der Länderbank als Aktiengesellschaft konstituiert.
Der Auftragseingang des Teilkonzerns St. Pölten lag 2012 bei 334,1 Millionen Euro.
Die Rechtsform des Unternehmens wurde im Mai 2002 von einer Aktiengesellschaft zu einer Holding und im März 2005 wiederum zu einer GmbH geändert. Seit August 2019 heißt das Unternehmen Voith Austra GmbH. Im Jahr 2013 waren nur noch rund 800 Mitarbeiter beschäftigt. Anfang 2015, wo am Standort etwa 500 Mitarbeiter beschäftigt waren, wurde bekannt gegeben, dass im März die Voith Paper neben anderen Standorten auch in St. Pölten mit 150 Mitarbeitern geschlossen werden soll. Heute sind die Geschäftsbereiche Voith Hydro und Voith Turbo in St. Pölten tätig.

### Lage, Bau und Ausbau der Fabrikanlage
Das 155.000 m² große Werksareal lag ursprünglich südwestlich der Stadt St. Pölten, deren Siedlungsgebiet sich mittlerweile über das Voith-Gelände hinweg ausgedehnt hat. Die das Betriebsgelände umgebenden Straßen sind nördlich die Linzer Straße, östlich die Dr.-Theodor-Körner-Straße, die Voithgasse und die Viktor-Adler-Straße sowie südlich die Grillparzerstraße. Im Westen bilden die Gleise des Alpenbahnhofs die Grenze.
Baubeginn war 1903, nach neun Monaten Bauzeit war die Maschinenfabrik für Wasserturbinen und Papiermaschinen 1904 betriebsbereit. Die Keimzelle der seither stark angewachsenen Anlage waren eine Maschinenbauhalle (30 × 112 m) und eine Gießerei (26 × 76 m). Geplant hatte die beiden Eisenkonstruktionen der Schweizer Bauingenieur Brunner.
Die verstärkte Nutzung von Wasserkraft und die Errichtung von Papierfabriken in der Habsburgermonarchie führten bereits seit der Gründung zu einer kontinuierlichen Vergrößerung der Fabriksanlage bis etwa 1915/16 die Bautätigkeit im Zuge des Ersten Weltkriegs für einige Jahre unterbrochen wurde.
Eine zweite Ausbauphase begann in den 1920ern und endete mit der Weltwirtschaftskrise 1929.
Eine dritte Ausbauphase dauerte von etwa 1939 – im Zuge der Aufrüstung des Dritten Reichs – bis zu einem abrupten Ende 1942/43. Nach 1945 wurden Schäden behoben und eine Modelltischlerei errichtet. Eine weitere Ausbauphase des Werks begann nach dem Ende der Besatzungszeit im Jahr 1955 und hält bis in die Gegenwart an.
Da das Werk während des Zweiten Weltkriegs nur geringfügig zerstört und nie völlig neu aufgebaut wurde, finden sich heute unterschiedliche Hallenkonstruktionen aus verschiedenen Zeitabschnitten des 20. Jahrhunderts. Es gibt Stahlbetonbauten, Eisenskelettkonstruktionen mit Ziegelausfachung (beispielsweise die 1924 fertiggestellte und 1943 erweiterte Gussputzerei) und Fertigteilsysteme jüngeren Datums (etwa die 1991 von der Betonfertigteile-Firma Oberndorfer errichtete Walzenreparatur-Werkstätte). Die alten einfach verglasten Eisensprossenfenster der Hallen sind bis heute großteils durch Aluminium- und Kunststoffrahmenfenster ersetzt worden.

### Beschäftigtenzahl
Im Eröffnungsjahr 1904 waren in St. Pölten 225 Arbeiter und Angestellte beschäftigt, 1908 bereits rund 500, vor dem Beginn des Ersten Weltkriegs 1914 waren es rund 700. Bis etwa 1920 stieg die Beschäftigtenzahl auf über 1200.
Vor der Weltwirtschaftskrise 1929 wurde mit 1500 Beschäftigten die Grenze zum Großunternehmen überschritten, infolge der Krise sank der Stand auf rund 500 Arbeiter und Angestellte, kletterte jedoch vor dem Anschluss 1938 wieder auf über 1200.
1944 gab es 1800 Arbeitnehmer, mit Kriegsende ging die Produktion zurück, 1945 gab es nur noch 854 Beschäftigte. Unter sowjetischer Verwaltung kletterte der Belegschaftsstand bereits im Jahr 1949 auf über 2500. Der bisherige Höchststand wurde 1961 mit 3031 Beschäftigten erreicht, seither gehen die Zahlen allerdings zurück.
1971 gab es noch rund 2000 Mitarbeiter, im Jahr 1993 waren es 1500 und im Mai 2012 nur noch 870 Mitarbeiter an den Standorten St. Pölten, Wimpassing im Schwarzatale und Laakirchen.
Wie auch für deutsche Voith-Werke wurde 2012 trotz Umsatzsteigerung der Abbau von 71 Stellen in der Karton- und Verpackungspapiersparte angekündigt, dafür soll im selben Bereich unter anderem in Heidenheim und China investiert werden.
Als Grund für den Abbau von insgesamt 710 Stellen im gesamten Konzern nannte Voith einen Rückgang von Aufträgen für grafische Papiermaschinen durch die zunehmende Digitalisierung. Generell seien Großanlagen mit hohen Investitionskosten, wie sie in Deutschland und Österreich hergestellt werden, heute weniger gefragt. In Asien werden immer mehr mittelgroße Anlagen nachgefragt, die man künftig dort herstellen wolle. Nach Verhandlungen mit dem Betriebsrat hat das Unternehmen im September 2012 bekanntgegeben, statt 710 nur 670 Stellen in Deutschland und Österreich abzubauen.
Im Folgejahr wurde der Abbau von weiteren 290 Stellen in der Papiersparte beschlossen, was einer Teilschließung dieser Sparte in St. Pölten gleichkommt. Im September 2013 beschäftigte die Sparte 448 Personen, der Abbau betrifft also rund zwei Drittel der St. Pöltner Papiersparte und soll im Jahr 2014 abgeschlossen sein.

### Produkte

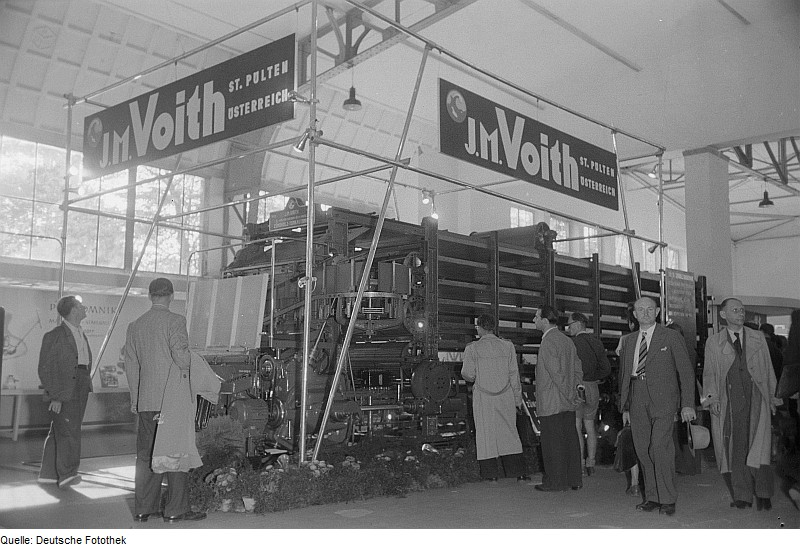
In St. Pölten gefertigter Zündholztunkautomat, Technische Messe 1953 in Leipzig.

Im Lauf der Zeit wurden in St. Pölten Turbinen, Einrichtungen für die Papier-, Holzstoff- und Asbestschieferfabrikation, Zündholz-Tunkautomaten, Transmissionen und Zahnrädergetriebe sowie Zylinder- und Gehäuseguss hergestellt.
Walther Voith schloss einen Vertrag mit Viktor Kaplan ab, der Voith die Verwertung von dessen Turbinenpatent in Österreich sicherte. Die Kaplan-Turbine hatte Erfolg und wurde in der Folgezeit verbreitet eingesetzt.
Ein Beispiel für eine Einrichtung, die an die Papierindustrie geliefert wurde, ist eine 1911 an Ignaz Spiro & Söhne in Český Krumlov verkaufte Maschine. Sie galt mit einer Arbeitsbreite von 4,20 Meter und einer Geschwindigkeit von maximal 200 Sekundenmetern als die größte Papiermaschine des Kontinents.
Für die seit Beginn des 20. Jahrhunderts in Österreich entstehende Asbestschieferplatten-Industrie stellte man Plattenmaschinen her. Die erste wurde 1908 an die Firma Hatschek in Vöcklabruck geliefert. An dasselbe Werk verkaufte man 1923 die erste von Voith gebaute Rohrmaschine.
1933 wurde das erste Turbogetriebe produziert und begann in Zusammenarbeit mit der Steyr Daimler Puch AG die serienmäßige Fertigung, seit 1935 wurden die Österreichischen Bundesbahnen mit diesen beliefert.
1952 begann man mit der Produktion von zentralen Leitständen in Verbindung mit elektro-hydraulischen Steuerungssystemen für die Bedienung, Betriebsüberwachung und Selbststeuerung von Wasserkraftmaschinen. Der Schalttafelbau und die Turbogetriebeproduktion der Zweigwerke in Obergrafendorf und Traismauer wurden 1963 und 1968 nach St. Pölten verlegt.
Aufgrund der Auflassung der Papiersparte sowie der Re-Organisation des Bereiches Turbo innerhalb des Konzerns, wurde der Bereich Elektro aus der Turbo-Division am Standort herausgelöst und in die Division Digital Solutions (DS) eingebracht. Fortan beschäftigt man sich innerhalb der DS mit der Entwicklung und dem Bau von Wechselrichtern für schienengebundene Fahrzeuge. St. Pölten stellt hier das Kompetenzzentrum im Konzern dar, die Produkte werden für den weltweiten Markt alle vollständig in St. Pölten entwickelt, produziert und getestet.

### Die Maschinen der Fabrik in St. Pölten
Der ursprüngliche Maschinenpark entstammte der Produktion der Heidenheimer Unternehmensmutter. Heute (2006) arbeiten die Maschinen in den Produktionseinheiten der Voith in St. Pölten weitgehend automatisiert, so etwa ein CNC-gesteuertes Bohrwerk der tschechischen Firma äkoda in der Maschinenbauhalle oder die im Getriebebau zum Schleifen und Fräsen eingesetzten Automaten. Älter ist etwa die Kupolofenanlage in der Gießerei, wo der Einsatz von manuell tätigen Arbeitskräften noch relativ groß ist.
Um die schweren Werkstücke bewegen zu können, sind die Montagehallen mit Laufkränen ausgestattet. Sie stammen großteils von österreichischen Erzeugern wie der Waagner-Biró AG, der Simmering-Graz-Pauker-AG, Herbert Tulipan und der Voith in Traun, aber auch von deutschen wie der Deutschen Maschinenfabrik AG, Künz und der Kranbau GesmbH.

### Büros und Verwaltung
Die drei unterschiedlichen Produktionsbereiche verfügen jeweils über ein Konstruktionsbüro: eines für den Turbinenbau, eines für den Bau von Papiermaschinen und eines für den Bau von Sondermaschinen. 1986 wurde ein neues Verwaltungsgebäude nach Plänen des Architekten Henry Wright fertiggestellt. Der fünfgeschoßige Bau wurde als Stahlskelettkonstruktion auf ein bereits vorhandenes Objekt aufgesetzt.

## In St. Pölten vertretene Konzernbereiche
Am Standort St. Pölten sind drei Konzernbereiche vertreten:
- Voith Paper (Papiertechnik) – Voith Paper GmbH & Co KG, Voith Paper Service GmbH & Co KG sowie die konsolidierten Firmen der Voith Paper Service GmbH & Co. KG in Wimpassing, Österreich, mit deren 100-prozentiger Tochtergesellschaft Voith Paper Service GmbH & Co. KG Laakirchen, Österreich. St. Pölten ist konzernintern Kompetenzzentrum für Karton- und Verpackungspapiermaschinen sowie Produktzentrum für Walzen und damit verantwortlich für den größten Teil der Walzenproduktion des Konzerns.[29]
- Voith Turbo (Antriebstechnik) – Voith Turbo GmbH & Co KG
- Voith Hydro (Kraftwerkstechnik) – Joint Venture zwischen Voith und Siemens. St. Pölten ist konzernintern Kompetenzzentrum für die Produktion von Peltonturbinen.[30]
- Voith Digital Solutions (Automatisierungstechnik) – Voith Digital Solutions Austria GmbH & Co KG[31]

Im Februar 2015 wurde bekannt, dass Voith-Paper den Standort St. Pölten schließt und 150 Stellen streicht.
Im Februar 2024 hatte Voith bekannt gegeben, dass die Produktion im Konzernbereich Hydro von Heidenheim nach St. Pölten verlagert werden soll.